# EHF-Pokal 2011/12
Am EHF-Pokal 2011/12 nahmen 52 Handball-Vereinsmannschaften teil, die sich in der vorangegangenen Saison in ihren Heimatländern für den Wettbewerb qualifiziert hatten. Es war die 31. Austragung des EHF-Pokals. Die Pokalspiele begannen am 3. September 2011, das Rückrundenfinale fand am 24. Mai 2012 statt. Titelverteidiger und erneuter Sieger des Pokales war der deutsche Verein Frisch Auf Göppingen.

## Runde 1
Es nahmen 8 Mannschaften, die sich vorher für den Wettbewerb qualifiziert hatten, teil.
Die Auslosung der 1. Runde fand am 26. Juli 2011 um 11:00 Uhr (UTC+2) in Wien statt.
Die Hinspiele fanden am 3./4./10. September 2011 statt. Die Rückspiele fanden am 10./11. September 2011 statt.

### Qualifizierte Teams
| Topf 1: - Initia Hasselt - KH Kastrioti - Neistin - HC Olimpus85-USEFS | Topf 2: - OCI/Limburg Lions - HB Dudelange - Latsia Kentriki Asfalistiki - HC Sutjeska-Niksic |

### Ausgeloste Spiele und Ergebnisse
| Mannschaft 1                          | Mannschaft 2                   | Hinspiel             | Rückspiel            | Gesamt  |
| ------------------------------------- | ------------------------------ | -------------------- | -------------------- | ------- |
| HB Dudelange Hummel 17                | Initia Hasselt Cauwenberghs 14 | 03.09. Sa. 20:00 Uhr | 10.09. Sa. 20:15 Uhr | 59 : 65 |
| HB Dudelange Hummel 17                | Initia Hasselt Cauwenberghs 14 | 30 : 38 (12 : 18)    | 29 : 27 (09 : 14)    | 59 : 65 |
| HB Dudelange Hummel 17                | Initia Hasselt Cauwenberghs 14 | 300 Zuschauer        | 150 Zuschauer        | 59 : 65 |
| HC Olimpus85-USEFS Chiseilov 18       | OCI/Limburg Lions Miricki 13   | 10.09. Sa. 20:00 Uhr | 11.09. So. 15:00 Uhr | 44 : 73 |
| HC Olimpus85-USEFS Chiseilov 18       | OCI/Limburg Lions Miricki 13   | 20 : 37 (07 : 19)    | 24 : 36 (11 : 17)    | 44 : 73 |
| HC Olimpus85-USEFS Chiseilov 18       | OCI/Limburg Lions Miricki 13   | 400 Zuschauer        | 400 Zuschauer        | 44 : 73 |
| Latsia Kentriki Asfalistiki Ioannou 7 | Neistin Abrahamsen 14          | 04.09. So. 18:00 Uhr | 11.09. So. 19:00 Uhr | 42 : 67 |
| Latsia Kentriki Asfalistiki Ioannou 7 | Neistin Abrahamsen 14          | 17 : 30 (10 : 12)    | 25 : 37 (10 : 14)    | 42 : 67 |
| Latsia Kentriki Asfalistiki Ioannou 7 | Neistin Abrahamsen 14          | 200 Zuschauer        | 350 Zuschauer        | 42 : 67 |
| KH Kastrioti Trajkovski 13            | HC Sutjeska-Niksic Majic 20    | 03.09. Sa. 20:00 Uhr | 10.09. Sa. 19:00 Uhr | 52 : 65 |
| KH Kastrioti Trajkovski 13            | HC Sutjeska-Niksic Majic 20    | 25 : 35 (09 : 21)    | 27 : 30 (10 : 14)    | 52 : 65 |
| KH Kastrioti Trajkovski 13            | HC Sutjeska-Niksic Majic 20    | 800 Zuschauer        | 300 Zuschauer        | 52 : 65 |

## Runde 2
Es nahmen die vier Sieger der 1. Runde, die vier Viertplatzierten der EHF-Champions-League-Qualifikation und die 24 Mannschaften, die sich vorher für den Wettbewerb qualifiziert hatten, teil.
Die Auslosung der 2. Runde fand am 26. Juli 2011 um 11:00 Uhr (UTC+2) in Wien statt.
Die Hinspiele fanden am 8./9./12./15. Oktober 2011 statt. Die Rückspiele fanden vom 14. bis 16. Oktober 2011 statt.

### Qualifizierte Teams
| Topf 1: - AEK Athen (4. CL Qualigruppe 1) - AON Fivers Margareten (4. CL Qualigruppe 2) - FH FH Hafnarfjörður (4. CL Qualigruppe 3) - Cuatro Rayas Valladolid (4. CL Qualigruppe W) - Tatabánya Carbonex KC - HBC Nantes - Nordsjælland Håndbold - SKIF Krasnodar - Balatonfüredi KSE - Madeira Andebol SAD - RK Nexe - RK Crvena Zvezda Beograd - Bregenz Handball - Eskilstuna Guif - Dinamo Poltova - HC Izvidac | Topf 2: - Izmir BSB - Pölva Serviti - SKA Minsk - Elverum Handball - HV KRAS/Volendam - HC Berchem - HC Odorhei Secuiesc - HC Vardar PRO Skopje - HC Dukla Praha - AC PAOK - SPE Strovolos - RK Mojkovac - Initia Hasselt (Sieger 1. Runde) - Neistin (Sieger 1. Runde) - OCI/Limburg Lions (Sieger 1. Runde) - HC Sutjeska-Niksic (Sieger 1. Runde) |

### Ausgeloste Spiele und Ergebnisse
| Mannschaft 1                        | Mannschaft 2                       | Hinspiel             | Rückspiel            | Gesamt   |
| ----------------------------------- | ---------------------------------- | -------------------- | -------------------- | -------- |
| SKIF Krasnodar Dryapochko 15        | SPE Strovolos Papakyprianou 14     | 09.10. So. 17:00 Uhr | 15.10. Sa. 18:00 Uhr | 62 : 48  |
| SKIF Krasnodar Dryapochko 15        | SPE Strovolos Papakyprianou 14     | 37 : 17 (19 : 08)    | 25 : 31 (11 : 18)    | 62 : 48  |
| SKIF Krasnodar Dryapochko 15        | SPE Strovolos Papakyprianou 14     | 800 Zuschauer        | 400 Zuschauer        | 62 : 48  |
| Eskilstuna Guif Zakrisson 15        | SKA Minsk Kniazeu 17               | 09.10. So. 17:00 Uhr | 15.10. Sa. 16:00 Uhr | 72 : 63  |
| Eskilstuna Guif Zakrisson 15        | SKA Minsk Kniazeu 17               | 39 : 30 (21 : 14)    | 33 : 33 (15 : 15)    | 72 : 63  |
| Eskilstuna Guif Zakrisson 15        | SKA Minsk Kniazeu 17               | 800 Zuschauer        | 400 Zuschauer        | 72 : 63  |
| Neistin Hanusarson 9                | Madeira SAD Santos 14              | 08.10. Sa. 19:00 Uhr | 15.10. Sa. 17:00 Uhr | 37 : 65  |
| Neistin Hanusarson 9                | Madeira SAD Santos 14              | 20 : 34 (10 : 19)    | 17 : 31 (08 : 17)    | 37 : 65  |
| Neistin Hanusarson 9                | Madeira SAD Santos 14              | 400 Zuschauer        | 150 Zuschauer        | 37 : 65  |
| Dinamo Poltova Frolov 11            | Izmir BSB Turan 12                 | 12.10. Mi. 18:00 Uhr | 14.10. Fr. 18:00 Uhr | 60 : 44  |
| Dinamo Poltova Frolov 11            | Izmir BSB Turan 12                 | 29 : 22 (15 : 09)    | 31 : 22 (13 : 13)    | 60 : 44  |
| Dinamo Poltova Frolov 11            | Izmir BSB Turan 12                 | 450 Zuschauer        | 400 Zuschauer        | 60 : 44  |
| AON Fivers Margareten Edelmüller 13 | HC Odorhei Secuiesc Kuzmanovski 15 | 08.10. Sa. 19:30 Uhr | 15.10. Sa. 18:00 Uhr | 62 : 65  |
| AON Fivers Margareten Edelmüller 13 | HC Odorhei Secuiesc Kuzmanovski 15 | 32 : 28 (15 : 13)    | 30 : 37 (17 : 19)    | 62 : 65  |
| AON Fivers Margareten Edelmüller 13 | HC Odorhei Secuiesc Kuzmanovski 15 | 600 Zuschauer        | 1.200 Zuschauer      | 62 : 65  |
| AEK Athen Bakaoukas 21              | OCI/Limburg Lions Miricki 16       | 08.10. Sa. 18:00 Uhr | 15.10. Sa. 16:00 Uhr | 49 : 53  |
| AEK Athen Bakaoukas 21              | OCI/Limburg Lions Miricki 16       | 25 : 27 (16 : 15)    | 24 : 26 (09 : 13)    | 49 : 53  |
| AEK Athen Bakaoukas 21              | OCI/Limburg Lions Miricki 16       | 500 Zuschauer        | 1.300 Zuschauer      | 49 : 53  |
| HV Kras/Volendam Adams 7            | HBC Nantes Rivera Folch 10         | 08.10. Sa. 19:00 Uhr | 15.10. Sa. 20:30 Uhr | 42 : 57  |
| HV Kras/Volendam Adams 7            | HBC Nantes Rivera Folch 10         | 21 : 31 (11 : 13)    | 21 : 26 (08 : 11)    | 42 : 57  |
| HV Kras/Volendam Adams 7            | HBC Nantes Rivera Folch 10         | 550 Zuschauer        | 4.600 Zuschauer      | 42 : 57  |
| Pölva Serviti Selge 10              | Bregenz Handball Mayer 14          | 08.10. Sa. 18:00 Uhr | 15.10. Sa. 19:00 Uhr | 42 : 49  |
| Pölva Serviti Selge 10              | Bregenz Handball Mayer 14          | 23 : 26 (12 : 11)    | 19 : 23 (11 : 12)    | 42 : 49  |
| Pölva Serviti Selge 10              | Bregenz Handball Mayer 14          | 500 Zuschauer        | 900 Zuschauer        | 42 : 49  |
| Nordsjælland Håndbold Jensen 10     | HC Dukla Praha Horak 10            | 08.10. Sa. 14:00 Uhr | 15.10. Sa. 16:30 Uhr | 58 : 49  |
| Nordsjælland Håndbold Jensen 10     | HC Dukla Praha Horak 10            | 31 : 24 (18 : 12)    | 27 : 25 (11 : 17)    | 58 : 49  |
| Nordsjælland Håndbold Jensen 10     | HC Dukla Praha Horak 10            | 400 Zuschauer        | 300 Zuschauer        | 58 : 49  |
| Balatonfüredi KSE Zdolik 13         | HC Berchem Sarac 11                | 08.10. Sa. 20:00 Uhr | 16.10. So. 18:00 Uhr | 56 : 46  |
| Balatonfüredi KSE Zdolik 13         | HC Berchem Sarac 11                | 31 : 23 (15 : 11)    | 25 : 23 (11 : 09)    | 56 : 46  |
| Balatonfüredi KSE Zdolik 13         | HC Berchem Sarac 11                | 350 Zuschauer        | 500 Zuschauer        | 56 : 46  |
| Cuatro Rayas Valladolid Joli 13     | Elverum Handball Rambo 11          | 08.10. Sa. 20:00 Uhr | 16.10. So. 18:00 Uhr | 63 : 53  |
| Cuatro Rayas Valladolid Joli 13     | Elverum Handball Rambo 11          | 38 : 29 (19 : 13)    | 25 : 24 (12 : 10)    | 63 : 53  |
| Cuatro Rayas Valladolid Joli 13     | Elverum Handball Rambo 11          | 2.500 Zuschauer      | 1.600 Zuschauer      | 63 : 53  |
| Initia Hasselt Graf 11              | FH Hafnarfjörður Porsteinsson 10   | 09.10. So. 15:00 Uhr | 16.10. So. 19:30 Uhr | 56 : 56* |
| Initia Hasselt Graf 11              | FH Hafnarfjörður Porsteinsson 10   | 28 : 29 (12 : 18)    | 28 : 27 (08 : 15)    | 56 : 56* |
| Initia Hasselt Graf 11              | FH Hafnarfjörður Porsteinsson 10   | 500 Zuschauer        | 700 Zuschauer        | 56 : 56* |
| RK Crvena Zvezda Beograd Zivkovic 9 | RK Mojkovac Dapcevic 13            | 08.10. Sa. 18:00 Uhr | 15.10. Sa. 18:00 Uhr | 46 : 45  |
| RK Crvena Zvezda Beograd Zivkovic 9 | RK Mojkovac Dapcevic 13            | 23 : 21 (11 : 09)    | 23 : 24 (12 : 11)    | 46 : 45  |
| RK Crvena Zvezda Beograd Zivkovic 9 | RK Mojkovac Dapcevic 13            | 300 Zuschauer        | 2.000 Zuschauer      | 46 : 45  |
| HC Vardar PRO Skopje Markovic 12    | HC Izvidac Matic 12                | 08.10. Sa. 18:00 Uhr | 15.10. Sa. 19:00 Uhr | 53 : 54  |
| HC Vardar PRO Skopje Markovic 12    | HC Izvidac Matic 12                | 27 : 25 (12 : 13)    | 26 : 29 (13 : 12)    | 53 : 54  |
| HC Vardar PRO Skopje Markovic 12    | HC Izvidac Matic 12                | 800 Zuschauer        | 800 Zuschauer        | 53 : 54  |
| HC Sutjeska-Niksic Dodic 13         | RK Nexe Eter 9                     | 15.10. Sa. 19:00 Uhr | 16.10. So. 19:00 Uhr | 46 : 59  |
| HC Sutjeska-Niksic Dodic 13         | RK Nexe Eter 9                     | 21 : 29 (10 : 16)    | 25 : 30 (11 : 16)    | 46 : 59  |
| HC Sutjeska-Niksic Dodic 13         | RK Nexe Eter 9                     | 500 Zuschauer        | 400 Zuschauer        | 46 : 59  |
| AC PAOK Tsakiris 13                 | Tatabánya Carbonex KC Harsanyi 15  | 08.10. Sa. 18:00 Uhr | 16.10. So. 19:00 Uhr | 48 : 56  |
| AC PAOK Tsakiris 13                 | Tatabánya Carbonex KC Harsanyi 15  | 23 : 27 (10 : 13)    | 25 : 29 (06 : 17)    | 48 : 56  |
| AC PAOK Tsakiris 13                 | Tatabánya Carbonex KC Harsanyi 15  | 400 Zuschauer        | 600 Zuschauer        | 48 : 56  |

* FH Hafnarfjörður qualifizierte sich aufgrund der Auswärtstorregel für die nächste Runde.

## Runde 3
Es nahmen die 16 Sieger der 2. Runde, die 8 Zweit- und Drittplatzierten der EHF-Champions-League-Qualifikation und die 8 Mannschaften, die sich vorher für den Wettbewerb qualifiziert hatten, teil.
Die Auslosung der 3. Runde fand am 18. Oktober 2011 um 11:00 Uhr (UTC+2) in Wien statt.
Die Hinspiele fanden am 26./27. November und 3. Dezember 2011 statt. Die Rückspiele fanden am 3./4. Dezember 2011 statt.

### Qualifizierte Teams
| Topf 1: - Frisch Auf Göppingen (Titelverteidiger) - FC Porto Vitalis (2. CL Qualigruppe 1) - HC Dinamo Minsk (2. CL Qualigruppe 2) - Haslum HK (2. CL Qualigruppe 3) - Rhein-Neckar Löwen (2. CL Qualigruppe W) - Tatran Prešov (3. CL Qualigruppe 1) - Besiktas JK Istanbul (3. CL Qualigruppe 2) - Maccabi Rishon LeZion (3. CL Qualigruppe 3) - Dunkerque HBGL (3. CL Qualigruppe W) - SC Magdeburg - Fraikin BM Granollers - St. Raphael Var Handball - Skjern Handbold - RK Gorenje Velenje - Sungul Snezhinsk - Pfadi Winterthur | Topf 2: - FH Hafnarfjörður (Sieger 2. Runde) - Cuatro Rayas Valladolid (Sieger 2. Runde) - Tatabánya Carbonex KC (Sieger 2. Runde) - HBC Nantes (Sieger 2. Runde) - Nordsjælland Håndbold (Sieger 2. Runde) - SKIF Krasnodar (Sieger 2. Runde) - Balatonfüredi KSE (Sieger 2. Runde) - Madeira SAD (Sieger 2. Runde) - RK Nexe (Sieger 2. Runde) - RK Crvena Zvezda Beograd (Sieger 2. Runde) - Bregenz Handball (Sieger 2. Runde) - Eskilstuna Guif (Sieger 2. Runde) - Dinamo Poltova (Sieger 2. Runde) - HC Izvidac (Sieger 2. Runde) - HC Odorhei Secuiesc (Sieger 2. Runde) - OCI/Limburg Lions (Sieger 2. Runde) |

### Ausgeloste Spiele und Ergebnisse
| Mannschaft 1                         | Mannschaft 2                          | Hinspiel             | Rückspiel            | Gesamt  |
| ------------------------------------ | ------------------------------------- | -------------------- | -------------------- | ------- |
| Nordsjælland Håndbold Bramming 11    | Sungul Snezhinsk Morozov 13           | 27.11. So. 16:00 Uhr | 04.12. So. 14:00 Uhr | 57 : 56 |
| Nordsjælland Håndbold Bramming 11    | Sungul Snezhinsk Morozov 13           | 37 : 33 (15 : 19)    | 20 : 23 (10 : 13)    | 57 : 56 |
| Nordsjælland Håndbold Bramming 11    | Sungul Snezhinsk Morozov 13           | 250 Zuschauer        | 1.200 Zuschauer      | 57 : 56 |
| HBC Nantes Rivera Folch 15           | HC Dinamo Minsk Babichev 13           | 26.11. Sa. 20:30 Uhr | 04.12. So. 14:00 Uhr | 65 : 66 |
| HBC Nantes Rivera Folch 15           | HC Dinamo Minsk Babichev 13           | 28 : 32 (14 : 15)    | 37 : 34 (20 : 18)    | 65 : 66 |
| HBC Nantes Rivera Folch 15           | HC Dinamo Minsk Babichev 13           | 2.450 Zuschauer      | 2.000 Zuschauer      | 65 : 66 |
| Madeira SAD Vieira 12                | Tatran Prešov Antl 11                 | 26.11. Sa. 17:00 Uhr | 03.12. Sa. 18:00 Uhr | 43 : 51 |
| Madeira SAD Vieira 12                | Tatran Prešov Antl 11                 | 24 : 24 (17 : 12)    | 19 : 27 (09 : 13)    | 43 : 51 |
| Madeira SAD Vieira 12                | Tatran Prešov Antl 11                 | 500 Zuschauer        | 3.950 Zuschauer      | 43 : 51 |
| Pfadi Winterthur Svajlen 16          | Eskilstuna Guif Zakrisson 17          | 26.11. Sa. 18:00 Uhr | 04.12. So. 16:00 Uhr | 52 : 53 |
| Pfadi Winterthur Svajlen 16          | Eskilstuna Guif Zakrisson 17          | 35 : 27 (17 : 13)    | 17 : 26 (09 : 15)    | 52 : 53 |
| Pfadi Winterthur Svajlen 16          | Eskilstuna Guif Zakrisson 17          | 800 Zuschauer        | 1.300 Zuschauer      | 52 : 53 |
| Skjern Handbold Klitgaard 12         | Dinamo Poltova Kumogorodsky 10        | 26.11. Sa. 15:30 Uhr | 03.12. Sa. 18:00 Uhr | 54 : 47 |
| Skjern Handbold Klitgaard 12         | Dinamo Poltova Kumogorodsky 10        | 33 : 21 (14 : 07)    | 21 : 26 (13 : 13)    | 54 : 47 |
| Skjern Handbold Klitgaard 12         | Dinamo Poltova Kumogorodsky 10        | 1.600 Zuschauer      | 450 Zuschauer        | 54 : 47 |
| RK Crvena Zvezda Beograd Nadoveza 16 | FC Porto Vitalis Spinola 10           | 27.11. So. 18:00 Uhr | 03.12. Sa. 17:00 Uhr | 49 : 56 |
| RK Crvena Zvezda Beograd Nadoveza 16 | FC Porto Vitalis Spinola 10           | 28 : 25 (12 : 14)    | 21 : 31 (12 : 15)    | 49 : 56 |
| RK Crvena Zvezda Beograd Nadoveza 16 | FC Porto Vitalis Spinola 10           | 650 Zuschauer        | 1.250 Zuschauer      | 49 : 56 |
| SKIF Krasnodar Dryapochko 22         | Maccabi Rishon LeZion Neeman 10       | 26.11. Sa. 16:00 Uhr | 03.12. Sa. 17:00 Uhr | 56 : 58 |
| SKIF Krasnodar Dryapochko 22         | Maccabi Rishon LeZion Neeman 10       | 27 : 23 (11 : 14)    | 29 : 35 (13 : 17)    | 56 : 58 |
| SKIF Krasnodar Dryapochko 22         | Maccabi Rishon LeZion Neeman 10       | 600 Zuschauer        | 800 Zuschauer        | 56 : 58 |
| RK Nexe Lelić 12                     | Besiktas JK Istanbul Büyük 9          | 26.11. Sa. 19:00 Uhr | 03.12. Sa. 17:00 Uhr | 60 : 48 |
| RK Nexe Lelić 12                     | Besiktas JK Istanbul Büyük 9          | 31 : 19 (12 : 08)    | 29 : 29 (14 : 15)    | 60 : 48 |
| RK Nexe Lelić 12                     | Besiktas JK Istanbul Büyük 9          | 1.000 Zuschauer      | 650 Zuschauer        | 60 : 48 |
| Tatabánya Carbonex KC Rédei 10       | Frisch Auf Göppingen (TV) Thiede 15   | 27.11. So. 18:00 Uhr | 03.12. Sa. 19:30 Uhr | 51 : 62 |
| Tatabánya Carbonex KC Rédei 10       | Frisch Auf Göppingen (TV) Thiede 15   | 26 : 28 (13 : 11)    | 25 : 34 (14 : 19)    | 51 : 62 |
| Tatabánya Carbonex KC Rédei 10       | Frisch Auf Göppingen (TV) Thiede 15   | 1.000 Zuschauer      | 2.800 Zuschauer      | 51 : 62 |
| Dunkerque HBGL Nagy 10               | Balatonfüredi KSE Sandrk 9            | 26.11. Sa. 20:00 Uhr | 04.12. So. 18:15 Uhr | 56 : 48 |
| Dunkerque HBGL Nagy 10               | Balatonfüredi KSE Sandrk 9            | 30 : 21 (16 : 09)    | 26 : 27 (13 : 16)    | 56 : 48 |
| Dunkerque HBGL Nagy 10               | Balatonfüredi KSE Sandrk 9            | 1.700 Zuschauer      | 600 Zuschauer        | 56 : 48 |
| Bregenz Handball Podvršič 12         | Fraikin BM Granollers Malasinskas 10  | 26.11. Sa. 19:00 Uhr | 04.12. So. 12:30 Uhr | 51 : 60 |
| Bregenz Handball Podvršič 12         | Fraikin BM Granollers Malasinskas 10  | 26 : 27 (12 : 13)    | 25 : 33 (14 : 16)    | 51 : 60 |
| Bregenz Handball Podvršič 12         | Fraikin BM Granollers Malasinskas 10  | 900 Zuschauer        | 1.700 Zuschauer      | 51 : 60 |
| HC Odorhei Secuiesc Talas 12         | Haslum HK Tönnesen 12                 | 03.11. Sa. 18:00 Uhr | 04.12. So. 18:00 Uhr | 72 : 61 |
| HC Odorhei Secuiesc Talas 12         | Haslum HK Tönnesen 12                 | 39 : 28 (21 : 21)    | 33 : 33 (17 : 19)    | 72 : 61 |
| HC Odorhei Secuiesc Talas 12         | Haslum HK Tönnesen 12                 | 1.200 Zuschauer      | 1.200 Zuschauer      | 72 : 61 |
| SC Magdeburg Rojewski 12             | HC Izvidac Matić 10                   | 26.11. Sa. 16:00 Uhr | 03.12. Sa. 19:00 Uhr | 76 : 51 |
| SC Magdeburg Rojewski 12             | HC Izvidac Matić 10                   | 48 : 24 (24 : 12)    | 28 : 27 (16 : 13)    | 76 : 51 |
| SC Magdeburg Rojewski 12             | HC Izvidac Matić 10                   | 1.250 Zuschauer      | 1.200 Zuschauer      | 76 : 51 |
| FH Hafnarfjörður Gustafsson 12       | St. Raphael Var Handball Krakowski 13 | 27.11. So. 17:00 Uhr | 04.12. So. 16:00 Uhr | 46 : 64 |
| FH Hafnarfjörður Gustafsson 12       | St. Raphael Var Handball Krakowski 13 | 20 : 29 (09 : 14)    | 26 : 35 (15 : 16)    | 46 : 64 |
| FH Hafnarfjörður Gustafsson 12       | St. Raphael Var Handball Krakowski 13 | 550 Zuschauer        | 1.250 Zuschauer      | 46 : 64 |
| Rhein-Neckar Löwen Gensheimer 17     | OCI/Limburg Lions Miricki 13          | 26.11. Sa. 19:00 Uhr | 03.12. Sa. 16:30 Uhr | 80 : 57 |
| Rhein-Neckar Löwen Gensheimer 17     | OCI/Limburg Lions Miricki 13          | 42 : 30 (21 : 09)    | 38 : 27 (20 : 11)    | 80 : 57 |
| Rhein-Neckar Löwen Gensheimer 17     | OCI/Limburg Lions Miricki 13          | 1.250 Zuschauer      | 1.300 Zuschauer      | 80 : 57 |
| RK Gorenje Velenje Melić 15          | Cuatro Rayas Valladolid Joli 14       | 26.11. Sa. 19:00 Uhr | 03.12. Sa. 20:00 Uhr | 60 : 58 |
| RK Gorenje Velenje Melić 15          | Cuatro Rayas Valladolid Joli 14       | 33 : 23 (18 : 11)    | 27 : 35 (13 : 17)    | 60 : 58 |
| RK Gorenje Velenje Melić 15          | Cuatro Rayas Valladolid Joli 14       | 1.000 Zuschauer      | 3.200 Zuschauer      | 60 : 58 |

## Achtelfinale
Es nahmen die 16 Sieger der 3. Runde teil.
Die Auslosung des Achtelfinales fand am 6. Dezember 2011 um 11:00 Uhr (UTC+2) in Wien statt.
Die Hinspiele fanden am 11./12. Februar 2012 statt. Die Rückspiele fanden am 12./18./19. Februar 2012 statt.

### Qualifizierte Teams
| - Frisch Auf Göppingen (Titelverteidiger) - FC Porto Vitalis - HC Dinamo Minsk - Rhein-Neckar Löwen - Tatran Prešov - Maccabi Rishon LeZion - Dunkerque HBGL - SC Magdeburg | - Fraikin BM Granollers - St. Raphael Var Handball - Skjern Handbold - RK Gorenje Velenje - Nordsjælland Håndbold - RK Nexe - Eskilstuna Guif - HC Odorhei Secuiesc |

### Ausgeloste Spiele und Ergebnisse
| Mannschaft 1                       | Mannschaft 2                           | Hinspiel             | Rückspiel            | Gesamt  |
| ---------------------------------- | -------------------------------------- | -------------------- | -------------------- | ------- |
| FC Porto Vitalis Spinola 13        | St. Raphael Var Handball Caucheteux 11 | 11.02. Sa. 17:00 Uhr | 18.02. Sa. 20:00 Uhr | 52 : 55 |
| FC Porto Vitalis Spinola 13        | St. Raphael Var Handball Caucheteux 11 | 28 : 26 (15 : 16)    | 24 : 29 (15 : 13)    | 52 : 55 |
| FC Porto Vitalis Spinola 13        | St. Raphael Var Handball Caucheteux 11 | 1.200 Zuschauer      | 1.800 Zuschauer      | 52 : 55 |
| HC Dinamo Minsk Atman 11           | Fraikin BM Granollers Malasinskas 11   | 12.02. So. 17:00 Uhr | 19.02. So. 12:30 Uhr | 60 : 54 |
| HC Dinamo Minsk Atman 11           | Fraikin BM Granollers Malasinskas 11   | 35 : 27 (17 : 14)    | 25 : 27 (12 : 13)    | 60 : 54 |
| HC Dinamo Minsk Atman 11           | Fraikin BM Granollers Malasinskas 11   | 500 Zuschauer        | 2.200 Zuschauer      | 60 : 54 |
| Tatran Prešov Krištopans 13        | Nordsjælland Håndbold Jørgensen 8      | 11.02. Sa. 18:00 Uhr | 12.02. So. 18:00 Uhr | 59 : 43 |
| Tatran Prešov Krištopans 13        | Nordsjælland Håndbold Jørgensen 8      | 30 : 20 (16 : 15)    | 29 : 23 (16 : 09)    | 59 : 43 |
| Tatran Prešov Krištopans 13        | Nordsjælland Håndbold Jørgensen 8      | 3.850 Zuschauer      | 3.400 Zuschauer      | 59 : 43 |
| Eskilstuna Guif Tholin 18          | Rhein-Neckar Löwen Myrhol 16           | 11.02. Sa. 17:00 Uhr | 18.02. Sa. 19:00 Uhr | 70 : 74 |
| Eskilstuna Guif Tholin 18          | Rhein-Neckar Löwen Myrhol 16           | 34 : 35 (19 : 17)    | 36 : 39 (15 : 15)    | 70 : 74 |
| Eskilstuna Guif Tholin 18          | Rhein-Neckar Löwen Myrhol 16           | 1.950 Zuschauer      | 1.600 Zuschauer      | 70 : 74 |
| Skjern Handbold Rasmussen 11       | Dunkerque HBGL Butto 14                | 12.02. So. 16:30 Uhr | 18.02. Sa. 20:00 Uhr | 46 : 48 |
| Skjern Handbold Rasmussen 11       | Dunkerque HBGL Butto 14                | 28 : 24 (14 : 12)    | 18 : 24 (10 : 11)    | 46 : 48 |
| Skjern Handbold Rasmussen 11       | Dunkerque HBGL Butto 14                | 2.000 Zuschauer      | 2.200 Zuschauer      | 46 : 48 |
| SC Magdeburg Tønnesen 10           | RK Nexe Lelic 8                        | 11.02. Sa. 15:00 Uhr | 18.02. Sa. 19:00 Uhr | 54 : 53 |
| SC Magdeburg Tønnesen 10           | RK Nexe Lelic 8                        | 33 : 31 (17 : 13)    | 21 : 22 (06 : 10)    | 54 : 53 |
| SC Magdeburg Tønnesen 10           | RK Nexe Lelic 8                        | 2.600 Zuschauer      | 28 Zuschauer         | 54 : 53 |
| RK Gorenje Velenje Manojlović 17   | Maccabi Rishon LeZion Filip 15         | 11.02. Sa. 19:00 Uhr | 18.02. Sa. 19:00 Uhr | 72 : 54 |
| RK Gorenje Velenje Manojlović 17   | Maccabi Rishon LeZion Filip 15         | 40 : 24 (19 : 09)    | 32 : 30 (18 : 12)    | 72 : 54 |
| RK Gorenje Velenje Manojlović 17   | Maccabi Rishon LeZion Filip 15         | 600 Zuschauer        | 700 Zuschauer        | 72 : 54 |
| Frisch Auf Göppingen (TV) Horák 12 | HC Odorhei Secuiesc Rusia 12           | 11.02. Sa. 19:30 Uhr | 18.02. Sa. 17:30 Uhr | 58 : 50 |
| Frisch Auf Göppingen (TV) Horák 12 | HC Odorhei Secuiesc Rusia 12           | 31 : 20 (13 : 08)    | 27 : 30 (17 : 15)    | 58 : 50 |
| Frisch Auf Göppingen (TV) Horák 12 | HC Odorhei Secuiesc Rusia 12           | 3.650 Zuschauer      | 1.200 Zuschauer      | 58 : 50 |

## Viertelfinale
Es nahmen die acht Sieger aus dem Achtelfinale teil.
Die Auslosung des Viertelfinales fand am 21. Februar 2012 um 11:00 Uhr (UTC+2) in Wien statt.
Die Hinspiele fanden am 17./18. März 2012 statt. Die Rückspiele fanden am 24./25. März 2012 statt.

### Qualifizierte Teams
| - Frisch Auf Göppingen (Titelverteidiger) - HC Dinamo Minsk - Rhein-Neckar Löwen - Tatran Prešov | - Dunkerque HBGL - SC Magdeburg - St. Raphael Var Handball - RK Gorenje Velenje |

### Ausgeloste Spiele und Ergebnisse
| Mannschaft 1                        | Mannschaft 2                       | Hinspiel             | Rückspiel            | Gesamt  |
| ----------------------------------- | ---------------------------------- | -------------------- | -------------------- | ------- |
| HC Dinamo Minsk Onufryienko 14      | Frisch Auf Göppingen (TV) Horák 13 | 18.03. So. 17:00 Uhr | 24.03. Sa. 19:30 Uhr | 54 : 57 |
| HC Dinamo Minsk Onufryienko 14      | Frisch Auf Göppingen (TV) Horák 13 | 27 : 23 (13 : 11)    | 27 : 34 (13 : 18)    | 54 : 57 |
| HC Dinamo Minsk Onufryienko 14      | Frisch Auf Göppingen (TV) Horák 13 | 3.000 Zuschauer      | 3.800 Zuschauer      | 54 : 57 |
| RK Gorenje Velenje Dolenec 13       | Rhein-Neckar Löwen Gensheimer 12   | 17.03. Sa. 19:00 Uhr | 24.03. Sa. 19:00 Uhr | 54 : 57 |
| RK Gorenje Velenje Dolenec 13       | Rhein-Neckar Löwen Gensheimer 12   | 25 : 27 (13 : 14)    | 29 : 30 (15 : 14)    | 54 : 57 |
| RK Gorenje Velenje Dolenec 13       | Rhein-Neckar Löwen Gensheimer 12   | 1.500 Zuschauer      | 1.600 Zuschauer      | 54 : 57 |
| Tatran Prešov Krištopans 14         | SC Magdeburg Grafenhorst 10        | 17.03. Sa. 18:00 Uhr | 24.03. Sa. 15:00 Uhr | 51 : 55 |
| Tatran Prešov Krištopans 14         | SC Magdeburg Grafenhorst 10        | 29 : 29 (13 : 09)    | 22 : 26 (10 : 15)    | 51 : 55 |
| Tatran Prešov Krištopans 14         | SC Magdeburg Grafenhorst 10        | 4.000 Zuschauer      | 3.100 Zuschauer      | 51 : 55 |
| St. Raphael Var Handball Stehlík 15 | Dunkerque HBGL Butto 14            | 17.03. Sa. 20:00 Uhr | 25.03. So. 17:00 Uhr | 60 : 64 |
| St. Raphael Var Handball Stehlík 15 | Dunkerque HBGL Butto 14            | 23 : 31 (12 : 17)    | 37 : 33 (20 : 17)    | 60 : 64 |
| St. Raphael Var Handball Stehlík 15 | Dunkerque HBGL Butto 14            | 1.600 Zuschauer      | 2.200 Zuschauer      | 60 : 64 |

## Halbfinale
Es nahmen die vier Sieger aus dem Viertelfinale teil.
Die Auslosung des Halbfinales fand am 27. März 2012 um 11:00 Uhr (UTC+2) in Wien statt.
Die Hinspiele fanden am 21./22. April 2012 statt. Die Rückspiele fanden am 27./29. April 2012 statt.

### Qualifizierte Teams
| - Frisch Auf Göppingen (Titelverteidiger) - Rhein-Neckar Löwen | - Dunkerque HBGL - SC Magdeburg |

### Ausgeloste Spiele und Ergebnisse
| Mannschaft 1                     | Mannschaft 2                      | Hinspiel             | Rückspiel            | Gesamt  |
| -------------------------------- | --------------------------------- | -------------------- | -------------------- | ------- |
| Rhein-Neckar Löwen Gensheimer 10 | Frisch Auf Göppingen (TV) Rnić 14 | 21.04. Sa. 19:30 Uhr | 27.04. Fr. 19:30 Uhr | 62 : 65 |
| Rhein-Neckar Löwen Gensheimer 10 | Frisch Auf Göppingen (TV) Rnić 14 | 33 : 32 (15 : 13)    | 29 : 33 (13 : 16)    | 62 : 65 |
| Rhein-Neckar Löwen Gensheimer 10 | Frisch Auf Göppingen (TV) Rnić 14 | 6.500 Zuschauer      | 5.100 Zuschauer      | 62 : 65 |
| SC Magdeburg Grafenhorst 11      | Dunkerque HBGL Bosquet 12         | 22.04. So. 17:00 Uhr | 29.04. So. 17:00 Uhr | 47 : 48 |
| SC Magdeburg Grafenhorst 11      | Dunkerque HBGL Bosquet 12         | 25 : 30 (09 : 13)    | 22 : 18 (10 : 09)    | 47 : 48 |
| SC Magdeburg Grafenhorst 11      | Dunkerque HBGL Bosquet 12         | 4.300 Zuschauer      | 2.500 Zuschauer      | 47 : 48 |

## Finale
Es nahmen die zwei Sieger aus dem Halbfinale teil.
Die Auslosung des Finales fand am 2. Mai 2012 um 11:00 Uhr (UTC+2) in Köln statt.
Das Hinspiel fand am 19. Mai 2012 statt. Das Rückspiel fand am 24. Mai 2012 statt.

### Qualifizierte Teams
| - Frisch Auf Göppingen (Titelverteidiger) - Dunkerque HBGL |

### Ausgeloste Spiele und Ergebnisse
| Mannschaft 1   | Mannschaft 2              | Hinspiel             | Rückspiel            | Gesamt  |
| -------------- | ------------------------- | -------------------- | -------------------- | ------- |
| Dunkerque HBGL | Frisch Auf Göppingen (TV) | 19.05. Sa. 17:45 Uhr | 24.05. Do. 19:00 Uhr | 54 : 60 |
| Dunkerque HBGL | Frisch Auf Göppingen (TV) | 26 : 26 (13 : 15)    | 28 : 34 (14 : 15)    | 54 : 60 |

### Hinspiel
Dunkerque HBGL – Frisch Auf Göppingen  26 : 26 (13 : 15)
19. Mai 2012 in Dunkerque, Stades de Flandres, 2.500 Zuschauer.
Dunkerque HBGL: Gérard, Huygue – Nagy (6), Butto (5), Siakam Kadji (5), Lamon  (4), Afgour   (2), Grocaut  (2), Mokrani  (1), Touati (1), Carbon, Causse, Emonet, Nilsson , Vanseveren
Frisch Auf Göppingen: Tahirović, Rutschmann – Rnić (7), Thiede  (5), Schöne  (4), Mrvaljević (3), Kneule  (2), Schubert (2), Späth   (2), Horák  (1), Anušić , Lobedank, Markez, Markićević
Schiedsrichter:  Vaidas Mažeika und Mindaugas Gatelis
Quelle: Spielbericht

### Rückspiel
Frisch Auf Göppingen – Dunkerque HBGL  34 : 28 (15 : 14)
24. Mai 2012 in Göppingen, EWS Arena, 5.600 Zuschauer.
Frisch Auf Göppingen: Rutschmann, Tahirović – Rnić  (7), Horák (7), Mrvaljević  (5), Kneule (4), Schubert (4), Schöne     (3), Thiede  (2), Oprea (2), Späth  , Anušić  , Lobedank , Markez , Markićević
Dunkerque HBGL: Gérard, Huygue – Butto   (10), Bosquet (5), Afgour  (3), Lamon (3), Touati (2), Mokrani  (2), Siakam (2), Nagy (1), Causse, Emonet, Grocaut   , Vanseveren, Nilsson
Schiedsrichter:  Sorin-Laurentiu Dinu und Constantin Din
Quelle: Spielbericht